# Тонга на зимних Олимпийских играх 2018
Королевство Тонга на зимних Олимпийских играх 2018 года было представлено одним спортсменом в лыжных гонках. Тонга во второй раз в своей истории принимала участие в зимних играх, страну представлял в лыжных гонках Пита Тауфатофуа, участник летних Олимпийских игр 2016 года в Рио-де-Жанейро в соревнованиях по тхэквондо.

## Состав сборной
Лыжные гонки
1. Пита Тауфатофуа

## Результаты соревнований

### Лыжные виды спорта

#### Лыжные гонки
Квалификация спортсменов для участия в Олимпийских играх осуществлялась на основании специального квалификационного рейтинга FIS по состоянию на 21 января 2018 года. Для получения олимпийской лицензии категории «A» спортсменам необходимо было набрать максимум 100 очков в дистанционном рейтинге FIS. При этом каждый НОК может заявить на Игры 1 мужчину и 1 женщину, если они выполнили квалификационный критерий «B», по которому они смогут принять участие в спринте и гонках на 10 км для женщин или 15 км для мужчин. По итогам квалификационного отбора сборная Тонга завоевала одну мужскую олимпийскую лицензию категории «B» в гонке на 15 км, благодаря успешным выступлениям Пита Тауфатофуа.
Мужчины
Дистанционные гонки
| Соревнование           | Спортсмены      | Результат | Отставание | Место |
| ---------------------- | --------------- | --------- | ---------- | ----- |
| 15 км свободным стилем | Пита Тауфатофуа | 56:41,1   | +22:57,2   | 114   |